# Prince of Persia: Las Arenas del Tiempo
Prince of Persia: Las Arenas del Tiempo es un videojuego desarrollado por Ubisoft. Este juego inaugura la exitosa serie homónima, cuyas continuaciones son Prince of Persia: El Alma del Guerrero y Prince of Persia: Las Dos Coronas.
Las Arenas del Tiempo se lanzó para PS2, XBOX, Nintendo GameCube, Game Boy Advance y para PC entre 2003 y 2004. El juego, creado por Jordan Mechner, es considerado el verdadero sucesor en tres dimensiones.
Las Arenas del Tiempo es un juego de aventura/plataformas donde el Príncipe deberá conseguir su objetivo, esquivando trampas y enemigos.

## Argumento
Situado en la antigua Persia en el año 550 a. C. el Príncipe acompaña a su padre, el rey Sharaman, en el saqueo de la ciudad de un poderoso maharajá de la India. Previamente al asalto de la ciudad el rey Sharaman hace un pacto con el visir enemigo, el cual asesina al guardián de la puerta para permitir la entrada del ejército persa a cambio de poder elegir cualquiera de los tesoros del maharajá.
El Príncipe se propone ser el primero en alcanzar la cámara del tesoro del maharajá para poder obtener un trofeo de batalla con el que honrar a su padre: la Daga del Tiempo. Tras abrirse paso por las ruinas de la ciudad asaltada, sorteando obstáculos y enfrentándose a los guardias de la ciudad, llega hasta las profundidades del palacio del maharajá, donde se hallan guardados el enorme Reloj de Arena, y detrás de un grueso cristal la Daga del Tiempo. Tras hacerse con la Daga acciona por casualidad un botón en su empuñadura, liberando las Arenas del Tiempo contenidas en ella y retrocediendo en el tiempo hasta unos segundos antes de ser aplastado por los escombros del palacio ruinoso que se desprenden del techo. A partir de este casual incidente descubre su poder de controlar el tiempo utilizando las Arenas del Tiempo contenidas en la Daga.
Una vez concluido el asalto a la ciudad, el rey Sharaman dirige a sus soldados en su intento por desplazar el Reloj de Arena para llevárselo como parte del botín. El visir traidor también está presente, y cuando descubre que el Príncipe se ha hecho con la Daga del Tiempo, se la exige al rey como la parte que le corresponde a él del tesoro. El rey se niega a quitarle el trofeo de victoria a su hijo, con lo que el visir monta en cólera. En este momento es capturada Farah, la hija del maharajá, que ha permanecido escondida durante el saqueo.
Durante el camino de vuelta a su reino el rey Sharaman decide hacer una visita al reino aliado de Azad, para entregarle al Sultán el Reloj de Arena y una gran parte del botín como regalo, con el fin de asegurar así la amistad y la paz entre los dos reinos. El sultán de Azad se muestra curioso por el brillo del Reloj de Arena, a lo que el visir traidor responde que se debe a que existe una maravilla nunca vista por el hombre encerrada en su interior, que solamente puede contemplarse abriendo el Reloj con la Daga del Tiempo. El Príncipe se da por aludido e introduce la Daga en el Reloj, liberando las Arenas del Tiempo y desencadenando el caos y la destrucción. Todos los habitantes del palacio son poseídos y transformados en monstruos de arena sedientos de sangre, menos el Visir, Farah y el Príncipe; pues cada uno de ellos posee una de las reliquias de las arenas del tiempo: el Visir es protegido por su báculo que le permite controlar las arenas y a los monstruos, Farah posee un medallón que la protege de la transformación y el Príncipe es protegido por la misma Daga del Tiempo.
Mientras Farah consigue escapar de los monstruos, el Príncipe se ve forzado a enfrentarse a los monstruos, y descubre que debe absorber la arena que los posee con la Daga, ya que de lo contrario reviven al absorber más arenas del tiempo. Conforme se abre paso por el palacio en ruinas se encuentra con columnas de arena brillante que le permiten ver visiones de su futuro inmediato. El Príncipe intenta localizar a Farah, pero tras encontrarse con ella, los dos se ven forzados a separarse al ser atacados por escarabajos también afectados por las Arenas del Tiempo. Más adelante, el Príncipe observa desde uno de los balcones de la alcoba real cómo unos enormes pájaros poseídos por las Arenas transportan el Reloj de Arena a la torre más grande de todo el palacio: la Torre del Alba.
El Príncipe por fin se reencuentra con Farah, que está defendiéndose con un arco del rey Sharaman y su séquito, poseídos por las Arenas del Tiempo, y se ve obligado a acabar con lo que una vez fuera su padre. Después del combate, Farah aprovecha que el príncipe ha quedado inconsciente por ver las visiones de su futuro e intenta hacerse con la Daga con la idea de deshacer la catástrofe de la que es culpable el Príncipe. El Príncipe consigue evitarlo para después ser convencido por Farah para formar un equipo. A partir de este momento los dos personajes se ayudan entre sí para abrirse paso a través de las distintas estancias del palacio para llegar hasta la Torre del Alba. Durante el proceso florece entre ellos una atracción amorosa mutua, aunque no siempre se manifiesta.
Cuando por fin alcanzan la Torre del Alba y encuentran el Reloj de Arena, el Príncipe tiene una visión del futuro donde puede observar a Farah robando la Daga del Tiempo, hecho que hace desconfiar al Príncipe. Acto seguido, Farah le indica al Príncipe cómo deshacer la catástrofe, clavando la daga en la parte superior del Reloj de Arena. Sin embargo, él desconfía por lo que ha visto del futuro y reflexiona que ella tiene motivos para odiarle, pues el Príncipe es el culpable de la destrucción del reino de Farah. En este momento el malvado visir vuelve a aparecer, e invoca una fuerte tormenta de arena con su báculo, con lo que el Príncipe y Farah salen despedidos de la Torre del Alba, y cayendo en lo que parecen ser unas catacumbas. El Príncipe consigue recuperar la Daga y salvar a Farah de la caída. Farah se muestra decepcionada por la poca confianza que el Príncipe ha depositado en ella. El Príncipe en cambio se muestra nervioso y tembloroso al verse encerrado en un pequeño espacio oscuro. Farah le intenta tranquilizar con una palabra mágica que su madre le contaba cuando era pequeña y que solo ella conoce: "Kakulukijam", a lo que el Príncipe se burla. Sin embargo, tras pronunciar la palabra mágica, se abre una tumba y el Príncipe se ve inmerso en una especie de sueño con Farah en el que sale a la luz los sentimietos que sienten el uno por el otro y hacen el amor.
Al despertarse del sueño, el Príncipe se encuentra de nuevo en las catacumbas y descubre que Farah efectivamente le ha robado la Daga y la espada, sin darse cuenta fue él el causante de las acciones de Farah, pues al ver que el Príncipe no confió en ella y al sentir amor por él, decide intentar devolver las arenas al Reloj por sí misma, dejándole solamente su medallón para protegerle de las Arenas. El Príncipe se lanza en busca de Farah para ayudarle a alcanzar de nuevo la parte más alta de la Torre del Alba. El Príncipe se la encuentra luchando a muerte contra varios monstruos de arena en la sala más alta de la torre. Cuando consigue llegar hasta ella, Farah es golpeada y se cae por un agujero en el suelo. El Príncipe intenta impedir su caída agarrando la Daga por el filo, pero ella, entristecida por verle sufrir y como única opción, susurra "Kakulukijam" y se deja caer al vacío. Puesto que la Daga está vacía no es posible para el Príncipe impedir su caída y salvar a Farah de la muerte.
Tras enfrentarse a los monstruos llega hasta el cadáver de Farah, momento en el que aparece el malvado visir ofreciéndole la vida eterna a cambio de la Daga. Él se niega a cooperar con el visir, atormentado por la muerte de sus seres queridos, y se lanza sobre el Reloj de Arena y clava la Daga con todas sus fuerzas. De esta forma todo el desastre finaliza, las arenas vuelven al Reloj y el tiempo retrocede mostrando todos los eventos del juego en reversa hasta el inicio del saqueo de la ciudad del maharajá al inicio del juego.
El Príncipe despierta en medio de la noche en el campamento del ejército de su padre, mientras todos duermen y para su sorpresa se da cuenta de que aún tiene la Daga del Tiempo en su poder, a pesar de haber regresado el tiempo. Inmediatamente se interna en la selva para infiltrarse en la ciudad a punto de ser asaltada. Consigue llegar hasta la alcoba de Farah, para advertirle de la inminente traición del visir. Para ello le narra todo lo que ha ocurrido en el juego hasta el momento, ya que es el futuro que está por venir. De esta forma el final del juego enlaza con el inicio, y es por ello que todo el juego es la narración que el príncipe le está contando a Farah, no al jugador. En este momento el visir hace acto de presencia y se enfrenta al Príncipe, para ser finalmente derrotado. Después de derrotar al visir el Príncipe le devuelve la Daga del Tiempo a Farah para que su padre, el maharajá, la guarde en sus cámaras del tesoro Farah acepta la Daga, pero antes de tomarla se niega a creer la historia que le ha narrado el Príncipe, tachándola de imposible, a lo que el príncipe responde robándole un beso, hecho que enfurece a Farah pues ella no recuerda lo que vivió con el príncipe. Entonces el Príncipe usa la Daga por última vez para regresar el tiempo y en vez de besarla le responde dándole la razón, y diciendo que solo es una historia. Mientras el Príncipe se va, Farah le pregunta por su nombre, a lo que el Príncipe contesta: "Kakulukijam", demostrándole a Farah que toda la historia era verdad ya que nadie más que ella conoce esa palabra. El Príncipe se marcha deslizándose por un árbol, y se muestra a Farah volteando muy sorprendida y viéndolo partir desde su alcoba.

## Recepción
IGN le dio 9.6 puntos de 10, además de nombrarlo como el séptimo mejor juego de PlayStation 2.